# Kazakstans Davis Cup-lag
Kazakstans Davis Cup-lag styrs av Kazakiska tennisförbundet och representerar Kazakstan i tennisturneringen Davis Cup, tidigare International Lawn Tennis Challenge. Kazakstan debuterade i sammanhanget 1995. 2010, kvalificerade sig laget för elitdivisionen 2011, där man slog ut Tjeckien och gick till kvartsfinal, där man föll med 0-5 mot Argentina.